# .iq
.iq je internetová národní doména nejvyššího řádu pro Irák.
Tato doména byla léta neaktivní, údajně proto, že zmocněnec pro registraci byl uvězněn za podezření z napojení na teroristy. Jednání o přidělení oprávnění pro registraci bylo zahájeno v období počátku spojenecké invaze do Iráku v roce 2003 a o dva roky později byla registrátorem ustanovena Národní komise pro komunikaci a média (NCMC).